# Edmund Lawrence
Edmund Lawrence, né le 14 février 1932 à Saint-Christophe, est un économiste christophien. Il est gouverneur général du 2 janvier 2013 au 19 mai 2015, date de sa démission demandée par le Premier ministre Timothy Harris à la suite d'une prise de position incompatible avec la charge de gouverneur général, .